# Österreich 2017
Dieser Artikel listet Ereignisse des Jahres 2017 in Österreich auf.

## Allgemein
- 1. Jänner: Österreich übernimmt für ein Jahr den Vorsitz in der Organisation für Sicherheit und Zusammenarbeit in Europa (OSZE)
- 1. Jänner: Der Bezirk Wien-Umgebung wurde mit 31. Dezember 2016 aufgelöst, seine 21 Gemeinden werden an die angrenzenden niederösterreichischen Bezirke aufgeteilt
- 9. Jänner: Die Gendermedizinerin Alexandra Kautzky-Willer wird vom Klub der Bildungs- und Wissenschaftsjournalisten zur Wissenschafterin des Jahres 2016 gewählt[1][2]
- 10. Jänner: In ganz Österreich gilt flächendeckend die Stallpflicht für Geflügel. Grund für diese bundesweite Verordnung ist die internationale Verbreitung des die Vogelgrippe auslösenden H5N8-Virus.[3]
- 23. Februar: Der 61. Wiener Opernball wird von Jonas Kaufmann eröffnet, am Dirigentpult Speranza Scappucci[4][5]
- 27. Februar: Der Ausseer Fasching wird zum immateriellen Kulturerbe der UNESCO erklärt[6]
- 8. Mai: Das Fest der Freude fand zum fünften Mal am Wiener Heldenplatz statt.
- ab 19. Mai: Hitze und Unwetter in Europa 2017
- 9. Juni: 13. Lange Nacht der Kirchen
- 10. Juni: Life Ball[7]
- 10. bis 11. Juni: Europa-Forum Wachau
- 17. Juni: Regenbogenparade
- 19. Juni: Der Experimentalphysiker Hanns-Christoph Nägerl wird mit dem mit 1,5 Millionen Euro dotierten Wittgenstein-Preis ausgezeichnet[8]
- 5. bis 9. Juli: Ingeborg-Bachmann-Preis 2017 in Klagenfurt
- 6. Juli: Aufgrund eines geplanten Hochhausprojektes auf dem Heumarkt hat das UNESCO-Komitee das historische Zentrum von Wien auf die Rote Liste des gefährdeten Welterbes gesetzt.
- 7. Juli: Der Urwald Rothwald und Teile des Nationalparks Kalkalpen werden mit anderen Wäldern Europas zum UNESCO-Weltnaturerbe Buchenurwälder und Alte Buchenwälder der Karpaten und anderer Regionen Europas erhoben.[9]
- 9. bis 16. Juli: Internationale Feuerwehrwettkämpfe in Villach
- 16. August bis 1. September: Europäisches Forum Alpbach
- 1. September: Die Tageszeitung Die Presse veröffentlicht zum vierten Mal eine Liste der einflussreichsten Ökonomen des Jahres.
- 7. September: Eröffnung des Mahnmal Aspangbahnhof[10]
- 9. und 10. September: Open House in Wien
- 20. bis 24. September: Philosophicum Lech
- 21. September bis 8. Oktober: Wiener Wiesn-Fest
- 22. September bis 15. Oktober: Festival für zeitgenössische Kunst Steirischer Herbst
- 24. September: Tag des Denkmals 2017
- 1. Oktober: In Österreich tritt das Anti-Gesichtsverhüllungsgesetz in Kraft
- 7. Oktober: Lange Nacht der Museen
- 24. Oktober: Verleihung der Auszeichnung Österreicher des Jahres 2017
- 25. Oktober: Verleihung der Big Brother Awards im Wiener Rabenhof Theater
- 7. November: Verleihung des Österreichischen Buchpreises 2017
- 13. November: Verleihung des Österreichischen Klimaschutzpreises 2017
- 17. November: Verleihung des Österreichischen Bauherrenpreises 2017
- 5. Dezember: Der Verfassungsgerichtshof öffnet die Ehe auch für gleichgeschlechtliche Paare, die Änderung tritt mit 1. Jänner 2019 in Kraft.[11]
- Dezember: Bekanntgabe des Österreichischen Wort des Jahres 2017
- 15. Dezember: Bekanntgabe der Journalisten des Jahres
- 24. Dezember: Felssturz in Vals in Tirol

### Österreichische Google-Suchbegriffe des Jahres 2017
- Suchbegriffe: 1. Nationalratswahl in Österreich 2017, 3. Donauinselfest, 7. Falco, 8. Sebastian Kurz, 9. Stiwoll
- Aufreger-Promis: 2. Peter Pilz, 3. Nina Proll, 5. Bernhard Speer, 8. Tal Silberstein, 10. Flora Petrik
- Menschen, die wir vermissen: 2. Sabine Oberhauser, 3. Christine Kaufmann[12][13][14][15]

Zu den im Jahr 2017 am häufigsten per Google gesuchten Prominenten gehören in Österreich Thomas Brezina, Nathan Trent, Nicole Schmidhofer, Ronja Forcher, Stefan Kraft, Anna Veith, Laura Bilgeri, Nicola Werdenigg, Laura Feiersinger und Thomas Bubendorfer.

## Wahltermine

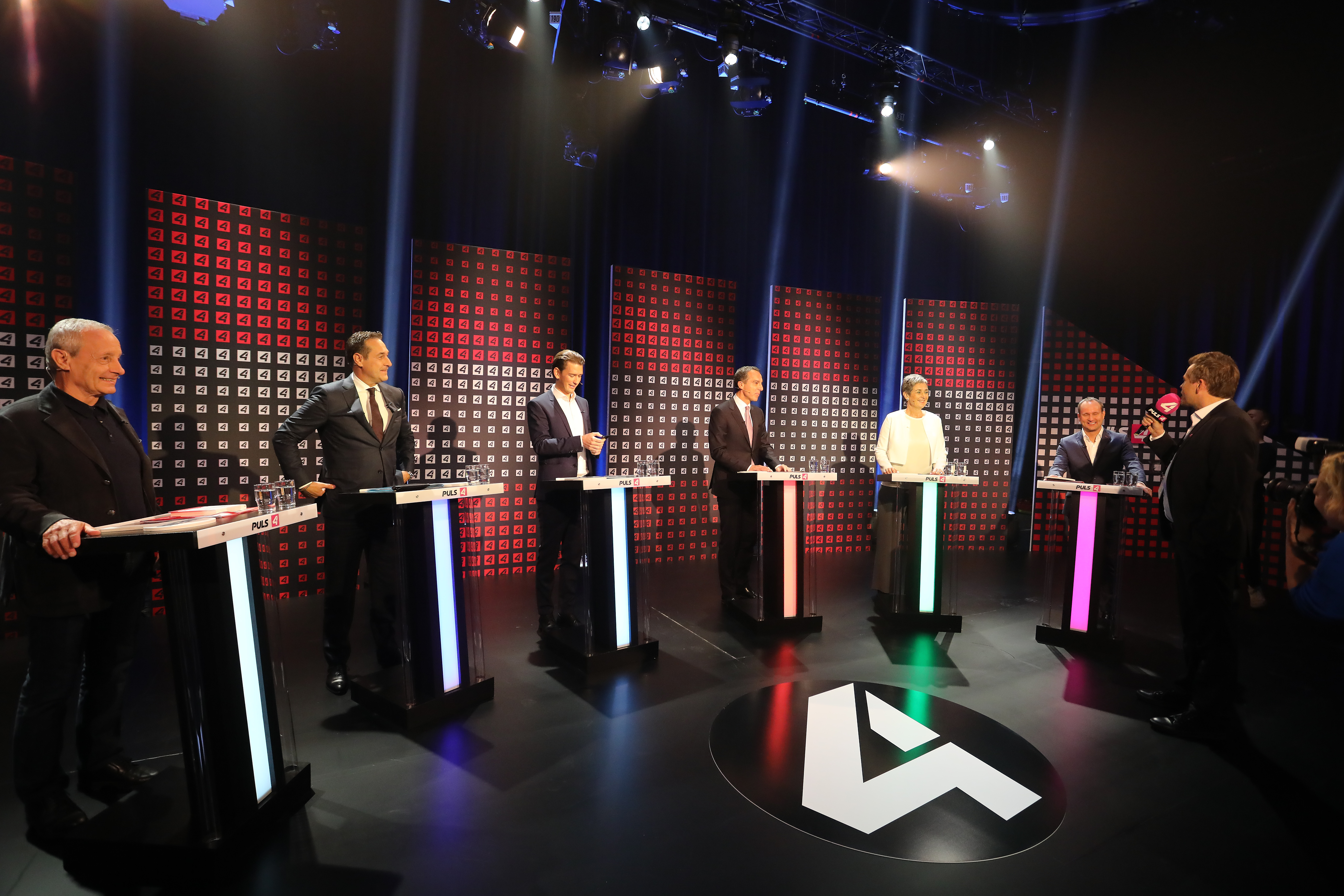
Elefantenrunde der Spitzenkandidaten zur Nationalratswahl 2017 auf Puls 4

- 27. Jänner und 5. Februar: Gemeinderatswahl in Graz 2017 (letzte Wahl 25. November 2012)[17]
- 29. Jänner: Gemeinderatswahl in der Statutarstadt Waidhofen an der Ybbs (letzte Wahl 25. März 2012)[18]
- 16. bis 18. Mai: ÖH-Wahlen
- 1. Oktober: Gemeinderatswahlen im Burgenland 2017 (letzte Wahl 7. Oktober 2012)
- 15. Oktober: Gemeinderatswahl in Krems an der Donau (letzte Wahl 7. Oktober 2012)[19]
- 15. Oktober: Nationalratswahl in Österreich 2017
- 15. Oktober: Volksbefragung Olympia 2026 in Tirol
- 26. November: Bürgermeisterdirektwahl in der Stadt Salzburg
- 10. Dezember: Bürgermeisterstichwahl in der Stadt Salzburg zwischen Harald Preuner (ÖVP) und Bernhard Auinger (SPÖ)[20]

## Politik

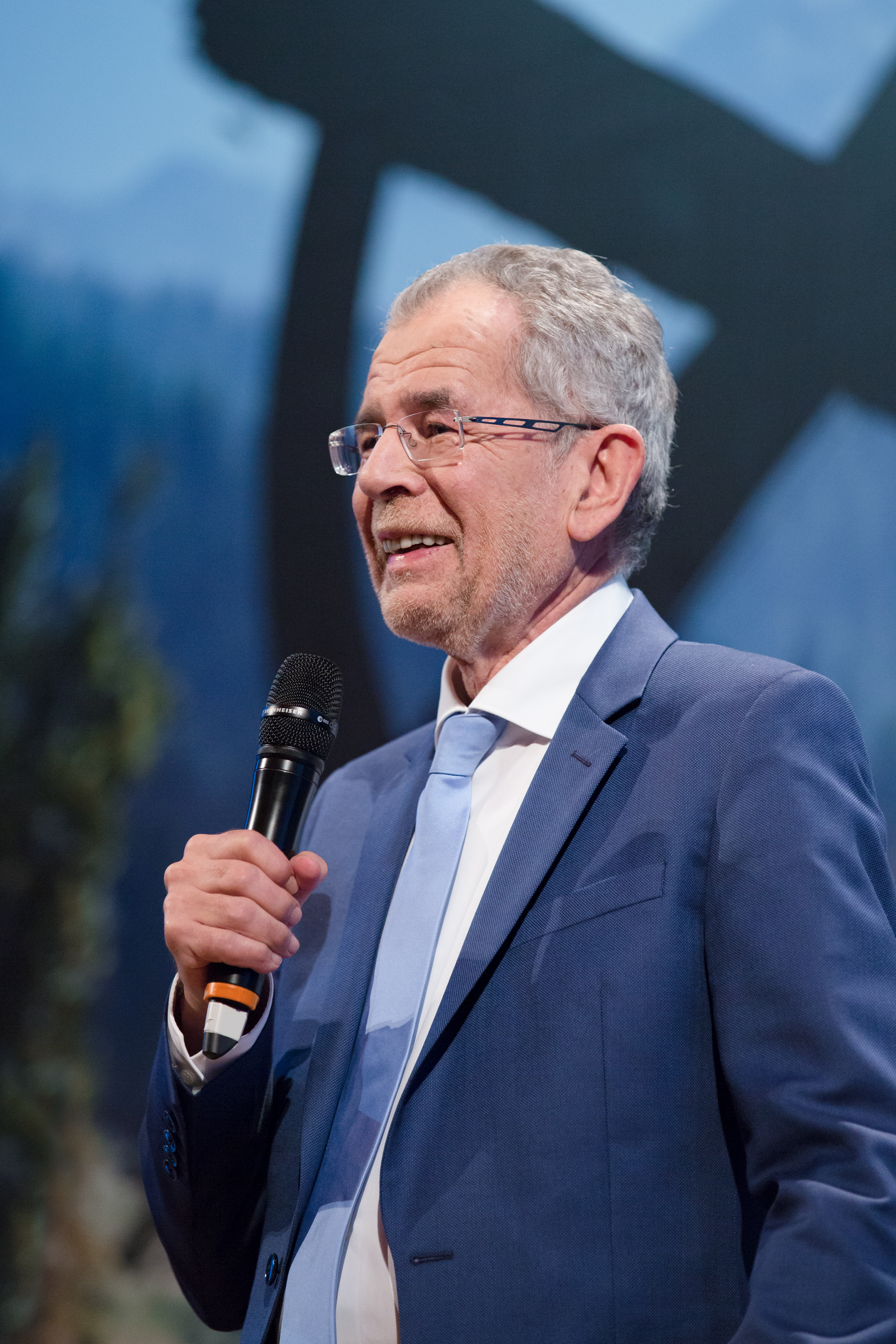
Alexander Van der Bellen (2016)

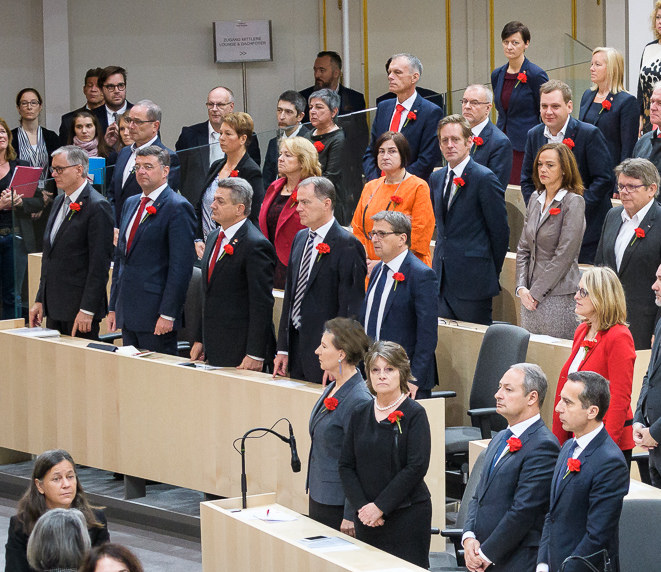
Die SPÖ-Fraktion bei der konstituierenden Sitzung des österreichischen Nationalrats am 9. November 2017

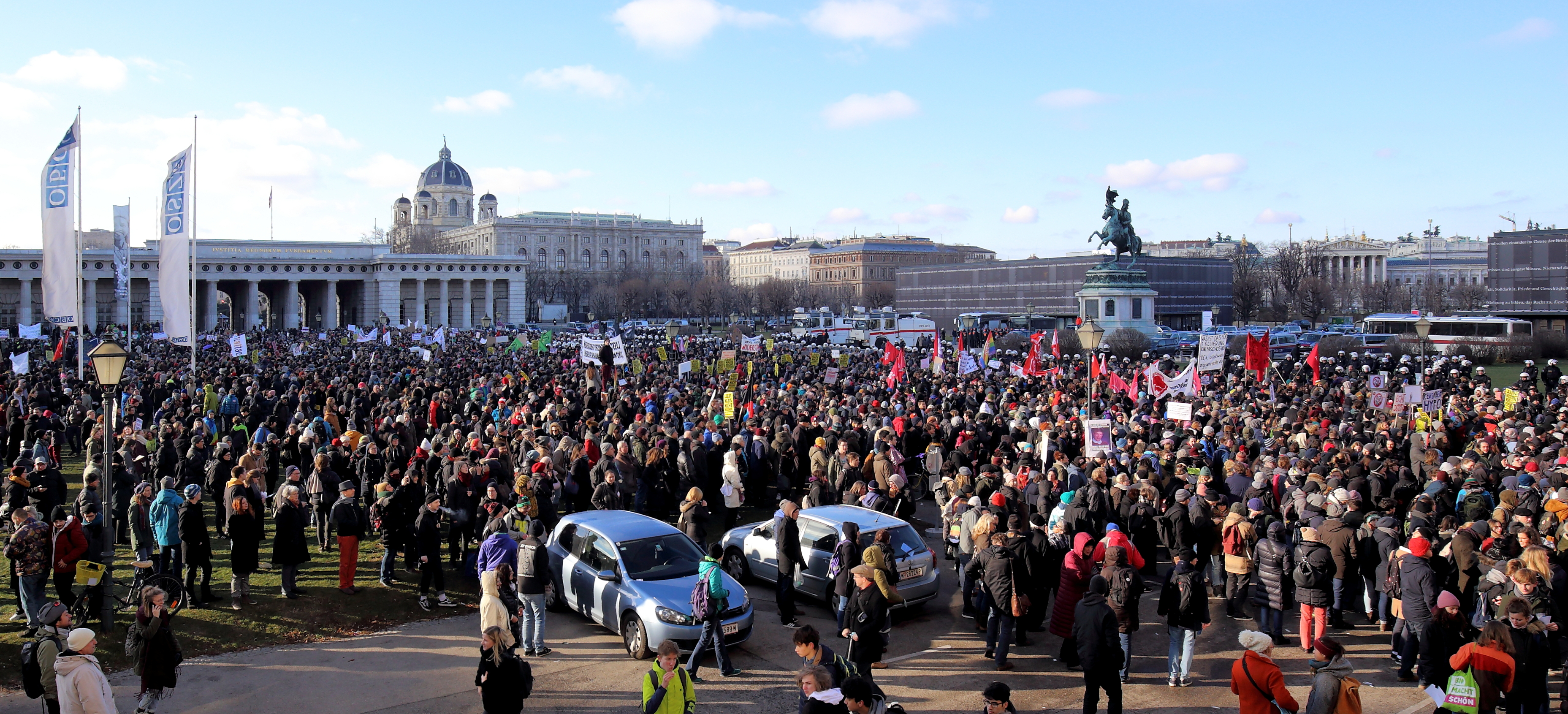
Demonstration am Heldenplatz anlässlich der Angelobung der ÖVP/FPÖ-Regierung

- 10. Jänner: Falter-Chefredakteur Florian Klenk veröffentlicht einen Bericht zur Dr. Erwin Pröll Privatstiftung[21]
- 17. Jänner: Der niederösterreichische Landeshauptmann Erwin Pröll gibt seinen Rücktritt für das Frühjahr 2017 bekannt.[22]
- 26. Jänner: Angelobung von Alexander Van der Bellen als Bundespräsident der Republik Österreich vor der Bundesversammlung[23]
- 30. Jänner: Das Volksbegehren gegen CETA, TTIP und TiSA wird von 562.552 Österreichern unterschrieben, es landete damit auf Platz elf der Liste der Volksbegehren in Österreich.[24]
- 9. Februar 2017: Landeshauptmann Josef Pühringer gibt bekannt, dass er am 6. April 2017 sein Amt an Thomas Stelzer übergibt. Neue Landesrätin soll Christine Haberlander werden, Landesrat Michael Strugl soll als Landeshauptmannstellvertreter nachfolgen.[25]
- 8. März: Pamela Rendi-Wagner wird als Gesundheitsministerin der Bundesregierung Kern angelobt
- 29. März: Alfred Riedl wird in Nachfolge von Helmut Mödlhammer zum Präsidenten des Österreichischen Gemeindebundes gewählt[26]
- 18. April: Christian Buchmann gibt seinen Rücktritt als Landesrat mit 25. April 2017 bekannt, Nachfolgerin wird Barbara Eibinger-Miedl[27]
- 19. April: Außerordentliche Landtagssitzung in Niederösterreich, Johanna Mikl-Leitner wird Landeshauptfrau, Stephan Pernkopf Landeshauptfrau-Stellvertreter, Ludwig Schleritzko Finanzlandesrat
- 10. Mai: ÖVP-Chef und Vizekanzler Reinhold Mitterlehner gibt seinen Rücktritt bekannt
- 17. Mai: Wolfgang Brandstetter wird als Vizekanzler, Harald Mahrer als Wirtschaftsminister angelobt
- 18. Mai: Eva Glawischnig gibt ihren Rückzug aus der Politik bekannt
- 25. Juli: Peter Pilz gibt die Kandidatur der Liste Peter Pilz bei der Nationalratswahl bekannt
- 28. Juli: Im Salzburger Swap-Prozess werden alle sieben Angeklagten schuldig gesprochen.[28]
- 31. Juli: Der Salzburger Bürgermeister Heinz Schaden gibt seinen Rücktritt mit 20. September 2017 bekannt.[29]
- September/Oktober: Silberstein-Affäre
- 9. November: Nach der Nationalratswahl findet die Konstituierende Sitzung der XXVI. Gesetzgebungsperiode statt.[30]

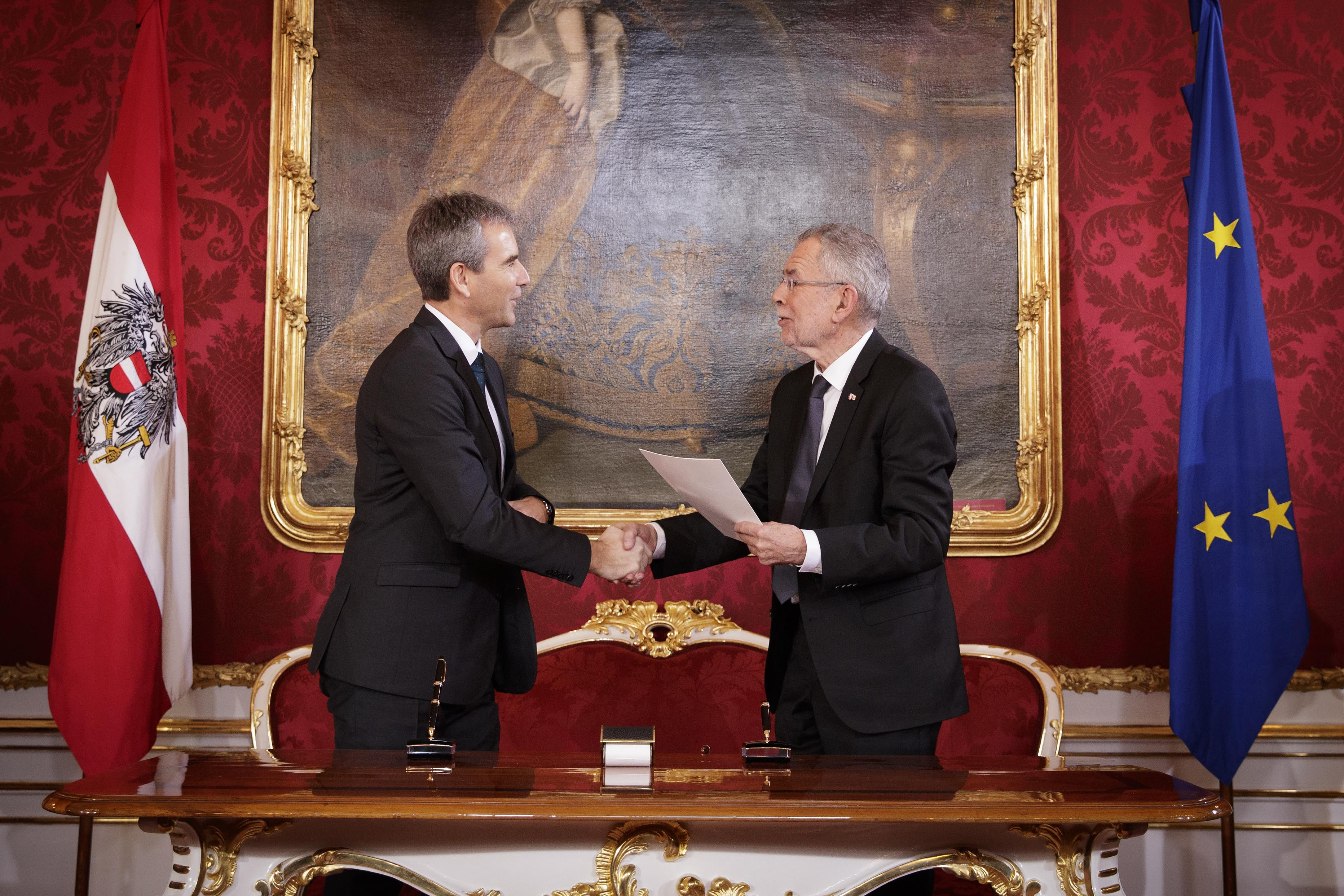
Angelobung der Bundesregierung Kurz I, Finanzminister Hartwig Löger mit Bundespräsident Alexander Van der Bellen

- 18. Dezember: Angelobung der Bundesregierung Kurz I

## Sport
- 29. Dezember 2016 bis 6. Jänner: Vierschanzentournee 2016/17
- 14. Jänner: Matthias Walkner wird bei der Rallye Dakar 2017 in der Motorrad-Wertung Gesamtzweiter und erreicht damit als erster Österreicher einen Podestplatz in der Motorrad-Wertung bei der Rally Dakar[31]
- 15. bis 22. Jänner: 77. Hahnenkammrennen
- 26. bis 29. Jänner: Rennrodel-Weltmeisterschaften 2017 in Innsbruck
- 3. bis 5. Februar: Österreichische Badmintonmeisterschaft 2017
- 6. bis 19. Februar: Bei den Alpinen Skiweltmeisterschaften 2017 holt Österreich neun Medaillen, darunter dreimal Gold
- 8. bis 19. Februar: Biathlon-Weltmeisterschaften 2017 in Hochfilzen
- 22. Februar bis 5. März: Österreich bei den 51. Nordischen Skiweltmeisterschaften
- 14. bis 25. März: Special Olympics World Winter Games 2017 in Graz, Schladming und Ramsau am Dachstein
- 15. bis 21. April: Eishockey-Weltmeisterschaft der Frauen 2017 in Graz (Division I A)
- 17. bis 21. April: Tour of the Alps 2017
- 23. April: Vienna City Marathon
- 7. Mai: Salzburg-Marathon
- 18. bis 21. Mai: Austrian Open 2017
- 21. Mai: Österreichischer Frauenlauf und Ironman 70.3 Austria
- 15. bis 18. Juni: ErzbergRodeo
- 18. Juni: Mario He und Albin Ouschan gewinnen als erste Österreicher den World Cup of Pool[32]
- 23. bis 25. Juni: Austrian Darts Open 2017
- 2. Juli: Ironman Austria
- 2. bis 8. Juli: Österreich-Rundfahrt 2017
- 7. bis 9. Juli: Großer Preis von Österreich 2017
- 8. und 9. Juli: Österreichische Staatsmeisterschaften in der Leichtathletik 2017
- ab 18. Juli: Österreichische Nationalmannschaft bei der Fußball-Europameisterschaft der Frauen 2017
- 28. Juli bis 6. August: Beachvolleyball-Weltmeisterschaft 2017 in Wien
- 29. Juli bis 5. August: Generali Open 2017
- 13. August: Motorrad-Weltmeisterschaft 2017 – Großer Preis von Österreich am Red Bull Ring
- 26. August: Trans Vorarlberg Triathlon
- 1. bis 3. September: Austria-Triathlon
- 5. bis 7. Oktober: Klagenfurt Open 2017
- 9. bis 15. Oktober: Upper Austria Ladies Linz 2017
- 24. bis 26. November: Hallenradsport-Weltmeisterschaften 2017 in Dornbirn
- 21. bis 29. Oktober: Erste Bank Open 2017
- 2. November: Verleihung der Auszeichnung Sportler des Jahres 2017
- 29. Dezember bis 6. Jänner 2018: Vierschanzentournee 2017/18

### Meisterschaften, Cups und Ligen
- Österreichische Fußballmeisterschaft 2016/17 und 2017/18
- Österreichische Fußball-Frauenmeisterschaft 2016/17 und 2017/18
- Österreichischer Fußball-Cup 2016/17 und 2017/18
- Österreichischer Frauen-Fußballcup 2016/17 und 2017/18
- Österreichische Handballmeisterschaft 2016/17 und 2017/18
- ÖHB-Cup 2016/17 und 2017/18
- ÖHB-Pokal der Frauen 2016/17 und 2017/18
- Österreichische Eishockey-Liga 2016/17 und 2017/18
- Baseball-Bundesliga Saison 2017
- Schachbundesliga 2016/17 (Österreich) und 2017/18
- Schachbundesliga 2016/17 (Österreich, Frauen) und 2017/18
- Austrian Football League 2017
- Poolbillard-Bundesliga 2016/17 und 2017/18
- Österreichische Meisterschaften im Skilanglauf 2017
- Österreichische Hockey-Bundesliga (Feld, Herren) 2016/17 und 2017/18
- Österreichische Alpine Skimeisterschaften 2017
- Österreichische Handballmeisterschaft (Frauen) 2016/17 und 2017/18
- Alps Hockey League 2017/18
- Dameneishockey-Bundesliga 2016/17 und 2017/18
- Admiral Basketball Bundesliga 2016/17
- Floorball-Bundesliga Österreich 2016/17 und 2017/18
- Österreichische Volleyball-Meisterschaft 2016/17 (Männer) und 2017/18
- Österreichische Volleyball-Meisterschaft 2016/17 (Frauen) und 2017/18
- Österreichischer Volleyball-Cup 2016/17 (Männer) und 2017/18
- Österreichischer Volleyball-Cup 2016/17 (Frauen) und 2017/18
- Österreichische Badminton-Bundesliga 2016/17 und 2017/18

## Musik
- 1. Jänner: Neujahrskonzert der Wiener Philharmoniker 2017
- 12. Februar: Protestsongcontest
- 4. Mai: Amadeus-Verleihung 2017[33]
- 26. bis 27. Mai: Österreichisches Blasmusikfest in Wien
- 2. bis 5. Juni: Rock in Vienna
- 14. bis 17. Juni: Nova-Rock-Festival
- 23. bis 25. Juni: Donauinselfest
- 27. bis 30. Juli: Popfest in Wien
- 29. Juni bis 2. Juli: Woodstock der Blasmusik
- 15. bis 17. August: FM4-Frequency-Festival
- ab 18. August: Grafenegg Festival
- 15. bis 17. September: Volkskulturfest Aufsteirern
- 28. September bis 1. Oktober: Waves Vienna 2017
- 25. Oktober: Konzert zum Nationalfeiertag
- Liste der Nummer-eins-Hits in Österreich (2017)

## Film, Fernsehen und Radio

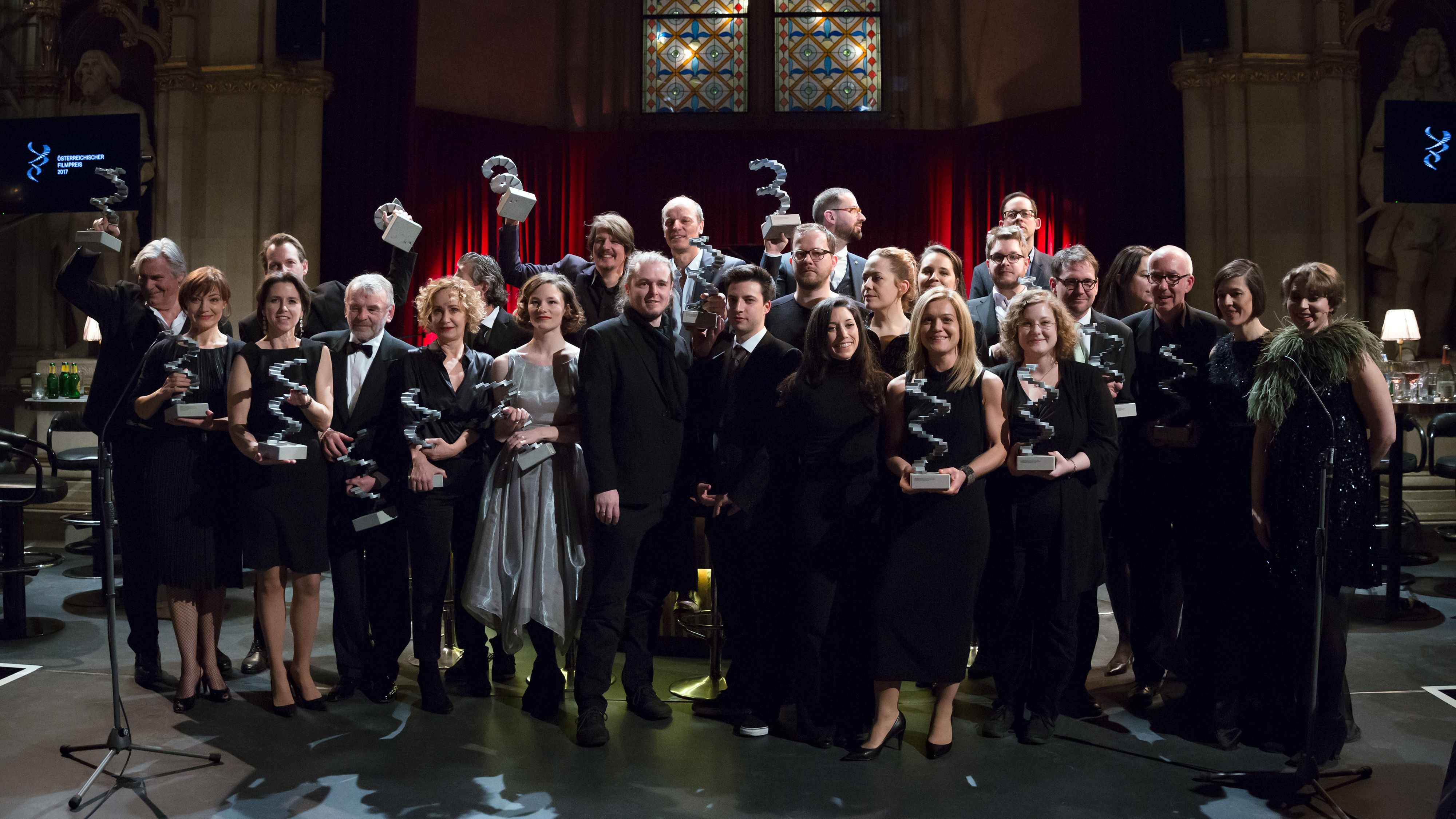
Preisträger des Österreichischen Filmpreises 2017

- 28. Jänner: Regisseurin Monja Art wird für den Film Siebzehn mit dem Filmfestival Max Ophüls Preis ausgezeichnet, beste Nachwuchsschauspielerin wird Elisabeth Wabitsch. Den Publikumspreis erhält Die Migrantigen des Regisseurs Arman T. Riahi[34]
- 1. Februar: Verleihung des Österreichischen Filmpreises 2017 im Wiener Rathaus. Thank You for Bombing von Regisseurin Barbara Eder wird als bester Spielfilm ausgezeichnet
- 9. bis 19. Februar: Im Rahmen der Berlinale 2017 wird Georg Friedrich als bester Schauspieler ausgezeichnet, der Film Die beste aller Welten von Adrian Goiginger erhält den Kompass-Perspektive-Preis
- 15. bis 19. März: Tricky Women International Animation Filmfestival
- 24. März: Beim Filmball Vienna wird Peter Weck für das Lebenswerk ausgezeichnet
- 28. März bis 2. April: Filmfestival Diagonale in Graz
- 31. März: Beginn der 11. Staffel der ORF-Tanzshow Dancing Stars
- 22. April: Romyverleihung 2017
- 25. bis 30. April: Filmfestival Crossing Europe in Linz
- 26. Juni: Verleihung des Österreichischen Radiopreises
- 1. Juli bis 3. September: Film Festival auf dem Wiener Rathausplatz

### Kinostarts österreichischer Produktionen

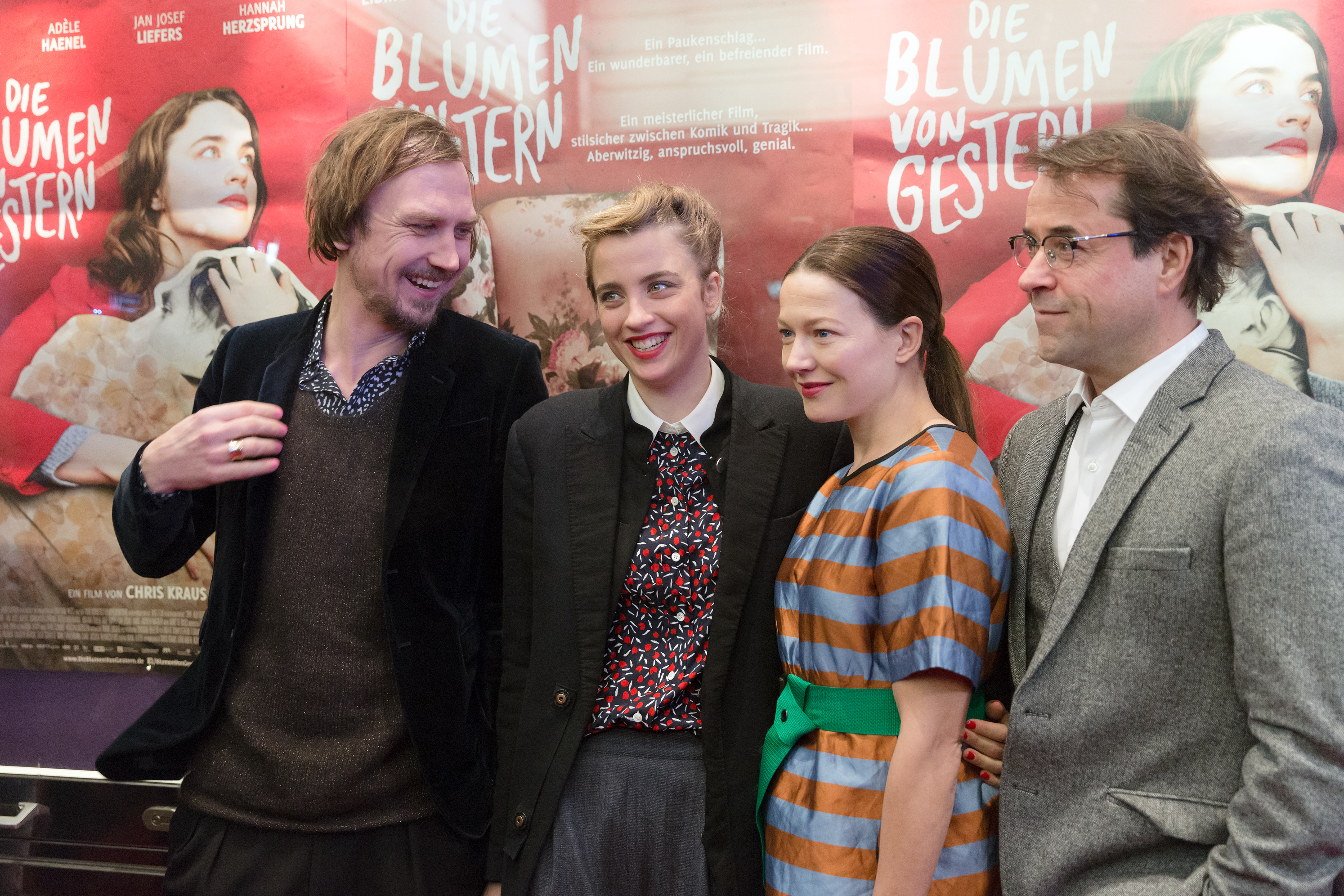
Österreichpremiere von Die Blumen von gestern

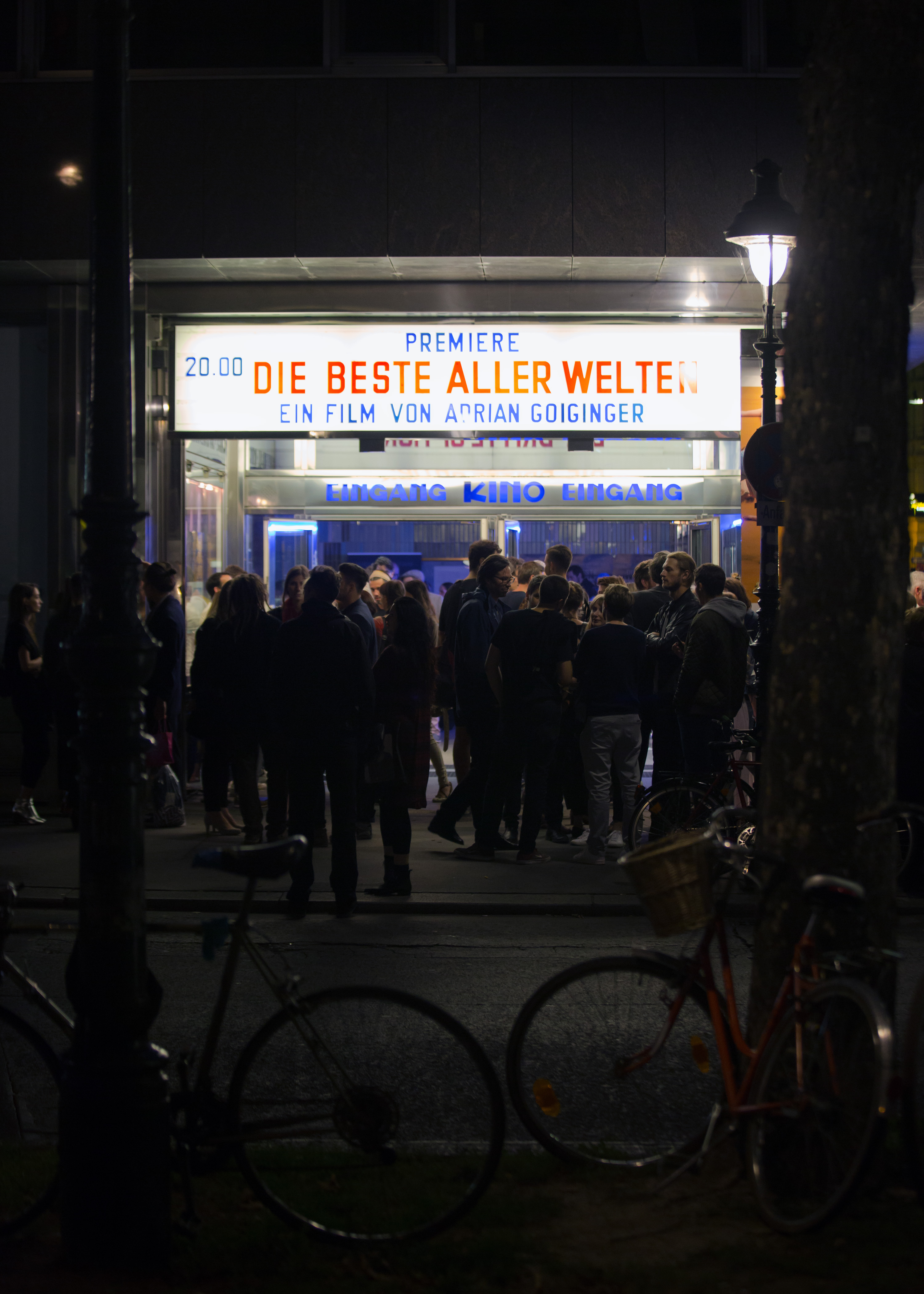
Wien-Premiere von Die beste aller Welten

| Datum         | Filmtitel                     | Besucher (in Tausend) |
| ------------- | ----------------------------- | --------------------- |
| 13. Jänner    | Die Blumen von gestern        | 11                    |
| 19. Jänner    | Die Hölle – Inferno           | 42                    |
| 17. Februar   | Wilde Maus                    | 264                   |
| 10. März      | Lina                          |                       |
| 31. März      | Auf Ediths Spuren             | 3                     |
| 31. März      | Untitled                      |                       |
| 7. April      | MindGamers                    |                       |
| 7. April      | Ein deutsches Leben           |                       |
| 28. April     | Siebzehn                      |                       |
| 2. Juni       | Geschwister                   |                       |
| 9. Juni       | Die Migrantigen               | 69                    |
| 14. Juli      | Home Is Here                  |                       |
| 27. Juli      | Sie nannten ihn Spencer       |                       |
| 1. September  | Die Liebhaberin               |                       |
| 8. September  | Die beste aller Welten        | 74                    |
| 22. September | Baumschlager                  | 34                    |
| 29. September | Wir töten Stella              |                       |
| 6. Oktober    | Happy End                     | 21                    |
| 13. Oktober   | Tiere und andere Menschen     |                       |
| 3. November   | Western                       |                       |
| 10. November  | Hexe Lilli rettet Weihnachten | 49                    |
| 10. November  | Licht                         |                       |
| 17. November  | Tiere                         |                       |
| 24. November  | Anna Fucking Molnar           | 32                    |
| 1. Dezember   | Teheran Tabu                  |                       |
| 1. Dezember   | Harri Pinter, Drecksau        | 21                    |
| 7. Dezember   | Der Mann aus dem Eis          |                       |

- Filmjahr 2017 in Österreich

## Theater / Bühne

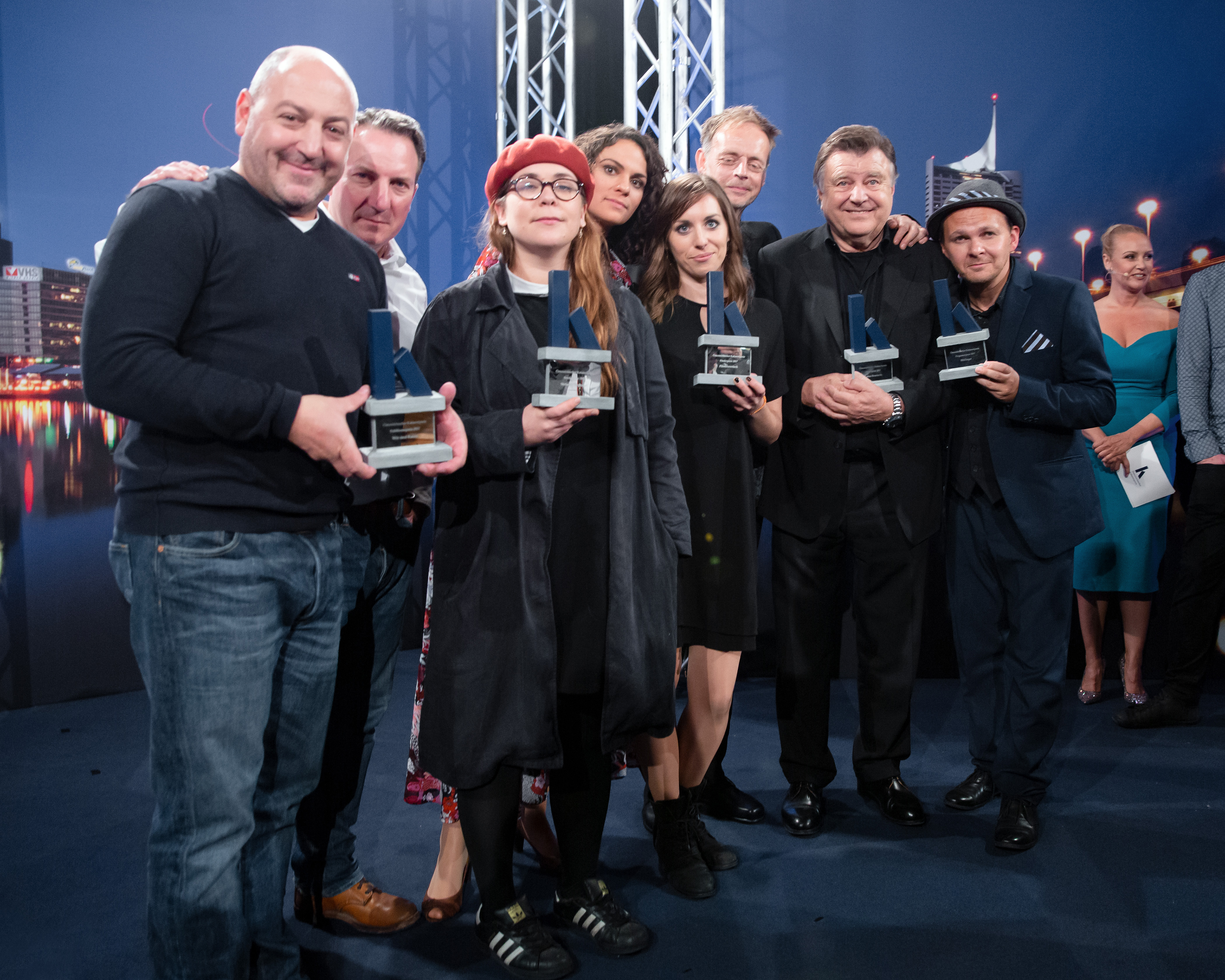
Preisträger des Österr. Kabarettpreises 2017

- 14. Jänner: Alfred Dorfer wird mit dem Deutschen Kabarettpreis 2016 ausgezeichnet[42]
- 12. Mai bis 18. Juni: Wiener Festwochen
- 25. Mai: Sommernachtskonzert der Wiener Philharmoniker im Schlosspark von Schönbrunn
- 25. Juni: Verleihung des Österreichischen Musiktheaterpreises 2017
- 6. bis 30. Juli: Tiroler Festspiele Erl
- 7. Juli bis 19. August: Seefestspiele Mörbisch
- 12. Juli bis 19. August: Opernfestspiele St. Margarethen
- 18. Juli bis 27. August: Innsbrucker Festwochen der Alten Musik
- 21. Juli bis 30. August: Salzburger Festspiele
  - Opernbesetzungen der Salzburger Festspiele ab 2017
  - Schauspielbesetzungen der Salzburger Festspiele ab 2017
  - Mozart-Matineen der Salzburger Festspiele ab 2017
- 19. Juli bis 20. August: Bregenzer Festspiele
- 16. September: Uraufführung des Musicals I Am from Austria im Wiener Raimundtheater
- 13. November: Verleihung des Nestroy-Theaterpreises 2017 / Nestroy-Theaterpreis
- 20. November: Verleihung des Österreichischen Kabarettpreises an Lukas Resetarits (Hauptpreis), BlöZinger (Programmpreis), Flüsterzweieck (Förderpreis), Stefanie Sargnagel (Sonderpreis) und Wir sind Kaiser (Publikumspreis)

## Gedenktage

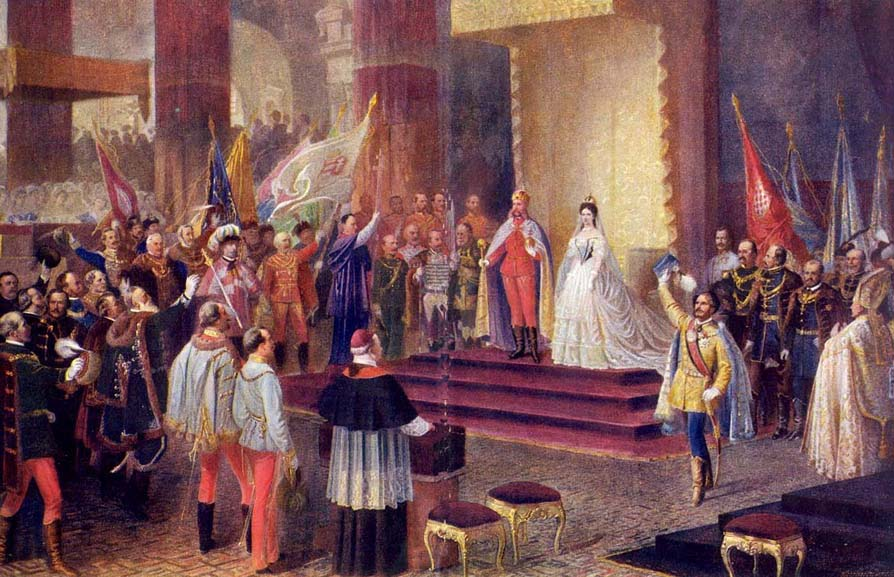
8. Juni 1867: Krönung von Kaiser Franz Joseph I. und seiner Frau Elisabeth nach dem Österreich-Ungarischen Ausgleich zum Königspaar von Ungarn

- 10. Jänner: Vor 100 Jahren wurde die Schauspielerin Hilde Krahl geboren
- 4. Februar: Vor 50 Jahren starb der Flugzeugkonstrukteur Igo Etrich
- 5. Februar: Vor 100 Jahren wurde der Sänger Otto Edelmann geboren
- 15. Februar: Vor 150 Jahren fand die Uraufführung des Walzers An der schönen blauen Donau von Johann Strauss (Sohn) statt
- 19. Februar: Vor 60 Jahren wurde der Musiker Falco geboren
- 15. März: Vor 150 Jahren wurde der Vertrag des österreichisch-ungarischen Ausgleichs unterzeichnet, durch den das Kaisertum Österreich in die Doppelmonarchie Österreich-Ungarn umgewandelt wurde
- 24. März: Vor 100 Jahren wurde der Politiker Otto Rösch geboren
- 28. März: Vor 175 Jahren findet in Wien das erste Konzert der heutigen Wiener Philharmoniker statt
- 10. April: Vor 140 Jahren wurde der Maler, Zeichner und Autor Alfred Kubin geboren
- 4. Mai: Vor 100 Jahren beschloss der Gemeinderat der Stadt Wien die Gründung des Wiener Uhrenmuseums
- 5. Mai: Gedenktag gegen Gewalt und Rassismus im Gedenken an die Opfer des Nationalsozialismus
- 13. Mai: 300. Geburtstag von Maria Theresia, Erzherzogin von Österreich
- 8. Juni: Vor 150 Jahren werden Kaiser Franz Joseph I. und seine Frau Elisabeth zum ungarischen Königspaar gekrönt
- 19. Juni: Vor 150 wird Kaiser Maximilian I. von Mexiko, Bruder des österreichischen Kaisers Franz Joseph I., hingerichtet
- 15. Juli: Der Wiener Justizpalastbrand jährt sich zum 90. Mal
- 26. Juli: 40. Todestag des Wirtschaftswissenschaftlers Oskar Morgenstern
- 4. August: Vor 100 Jahren wurde der Unternehmer Karl Wlaschek geboren
- 15. September: Vor 100 Jahren wurde die Sängerin Hilde Güden geboren
- 17. September: Vor 80 Jahren fiel die Wiener Rotunde einem Großbrand zum Opfer
- 20. September: 400. Jahrestag der Gründung des Akademischen Gymnasiums Salzburg
- 22. November: Vor 250 Jahren wurde der Tiroler Freiheitskämpfer Andreas Hofer geboren
- 19. Dezember: Vor 70 Jahren wird der Film Der Hofrat Geiger uraufgeführt
- 21. Dezember: Vor 150 Jahren sanktioniert Kaiser Franz Joseph I. die Dezemberverfassung
- Vor 150 Jahren wird die Universität für angewandte Kunst Wien als k.k. Kunstgewerbeschule gegründet
- Vor 200 Jahren wird die Universität für Musik und darstellende Kunst Wien gegründet[43]
- Vor 325 Jahren wird die Akademie der bildenden Künste Wien gegründet

## Auswahl bekannter Verstorbener

### Jänner
- 1. Jänner: Rita Bertolini, Verlegerin, Autorin und Fotografin
- 4. Jänner: Georges Prêtre, Dirigent (Wiener Symphoniker, Wiener Philharmoniker)
- 4. Jänner: Klaus Wildbolz, Schauspieler
- 13. Jänner: Ari Rath, Journalist und Publizist
- 27. Jänner: Rudolf Bibl, Dirigent (Wiener Volksoper, Seefestspiele Mörbisch)
- 28. Jänner: Ernst M. Binder, Dichter und Theaterregisseur

### Februar
- 7. Februar: Karl Skerlan, Fußballspieler
- 17. Februar: Niki Stajković, Wasserspringer
- 23. Februar: Sabine Oberhauser, Gesundheitsministerin
- 28. Februar: Elisabeth Waldheim, Witwe des ehemaligen Bundespräsidenten Kurt Waldheim

### März
- 7. März: Peter Gruber, Mathematiker
- 9. März: Karl Korinek, Präsident des Verfassungsgerichtshofes
- 12. März: Christian Feurstein, Abt des Stifts Rein
- 24. März: Karl Hodina, Musiker und Maler
- 28. März: Christine Kaufmann, Schauspielerin und Autorin
- 29. März: Ernst Ogris, Fußballspieler

### April
- 4. April: Karl Stotz, Fußballspieler und -trainer, Teamchef der österreichischen Fußballnationalmannschaft
- 9. April: Hans Achatz, Politiker, Landesrat in Oberösterreich
- 9. April: Ingeborg Strobl, Konzeptkünstlerin
- 19. April: Carl Manner, Unternehmer
- 28. April: Hanno Millesi, plastischer Chirurg

### Mai
- 1. Mai: Eduard Franz Sekler, Architekt, Architekturhistoriker und Hochschullehrer
- 1. Mai: Thaddäus Steinmayr, Politiker
- 7. Mai: Beppo Mauhart, Manager
- 12. Mai: Artur Doppelmayr, Unternehmer
- 15. Mai: Bernd Fischerauer, Regisseur und Drehbuchautor
- 22. Mai: Romuald Niescher, Politiker, Bürgermeister von Innsbruck
- 25. Mai: Rainer Frieb, Schauspieler, Ensemblemitglied am Wiener Volkstheater
- 31. Mai: Hilde Sochor, Schauspielerin, Doyenne des Wiener Volkstheaters

### Juni
- 1. Juni: Alois Mock, Politiker
- 2. Juni: Sonja Sutter, Burgschauspielerin
- 5. Juni: Gottfried Nobl, Architekt und Dombaumeister
- 7. Juni: Iris Fischlmayr, Wirtschaftswissenschaftlerin
- 15. Juni: Anton Wendler, Opernsänger
- 30. Juni: Hansjörg Zauner, Schriftsteller und bildender Künstler

### Juli
- 7. Juli: Paolo Piva, Architekt, Designer und Künstler
- 10. Juli: Walter Dorner, Präsident der Österreichischen Ärztekammer
- 15. Juli: Josef Hamerl, Fußballspieler
- 15. Juli: Martha Kyrle, First Lady, Präsidentin von UNICEF Österreich
- 16. Juli: Wilfried, Sänger, Songwriter und Schauspieler
- 22. Juli: Ernst Ottensamer, Soloklarinettist der Wiener Philharmoniker
- 23. Juli: Hans Hurch, Direktor der Viennale[44]

### August
- 3. August: Peter Oswald, Kulturmanager
- 4. August: Karlheinz Hora, Politiker
- 9. August: Fritz Huber, Skirennläufer
- 16. August: Josef Trippolt sen., Koch
- 21. August: Carina Lilge-Leutner, Langstreckenläuferin und vierfache Marathon-Staatsmeisterin
- 21. August: Cordula Frieser, Politikerin (ÖVP), Abgeordnete zum Nationalrat
- 25. August: Albrecht Konecny, Politiker (SPÖ), Abgeordneter zum Nationalrat, Abgeordneter zum Europäischen Parlament, Mitglied des Bundesrates

### September
- 2. September: Hugo Obwegeser, Kieferchirurg
- 2. September: Maria Cäsar, Widerstandskämpferin, KPÖ-Aktivistin und Zeitzeugin
- 8. September: Kurt Sobotka, Schauspieler und Kabarettist
- 14. September: Otto Wanz, Boxer, Ringer, Wrestler und Schauspieler
- 19. September: Peter Barcaba, Komponist und Pianist
- 20. September: Oskar Schulz, Skilangläufer und Mineraloge
- 23. September: Hubert Feichtlbauer, Publizist

### Oktober
- 11. Oktober: Erwin Moser, Kinder- und Jugendbuchautor und Illustrator
- 14. Oktober: Hans Ströbitzer, Journalist, Chefredakteur der Niederösterreichischen Nachrichten
- 23. Oktober: Reinhold Durnthaler, Bobfahrer
- 24. Oktober: Peter Zgonc, Unternehmer

### November
- 7. November: Johann Werner Mödlhammer, katholischer Theologe
- 8. November: Peter Gorsen, Kunstwissenschaftler
- 14. November: Ulrike Zemme, Dramaturgin und Übersetzerin
- 16. November: Anne Mertin, Schauspielerin
- 21. November: Franz Kirchgatterer, Politiker (SPÖ), Abgeordneter zum Nationalrat

### Dezember
- 2. Dezember: Hannes Schiel, Burgschauspieler
- 6. Dezember: Werner Tscherne, Publizist und Historiker
- 10. Dezember Günter Rombold, Theologe, Philosoph und Kunsthistoriker
- 11. Dezember: Peter Kraml, Kunsterzieher und Publizist
- 18. Dezember: Peter Meusburger, Geograph
- 25. Dezember: Erich Kellerhals, Unternehmer

### Galerie der Verstorbenen

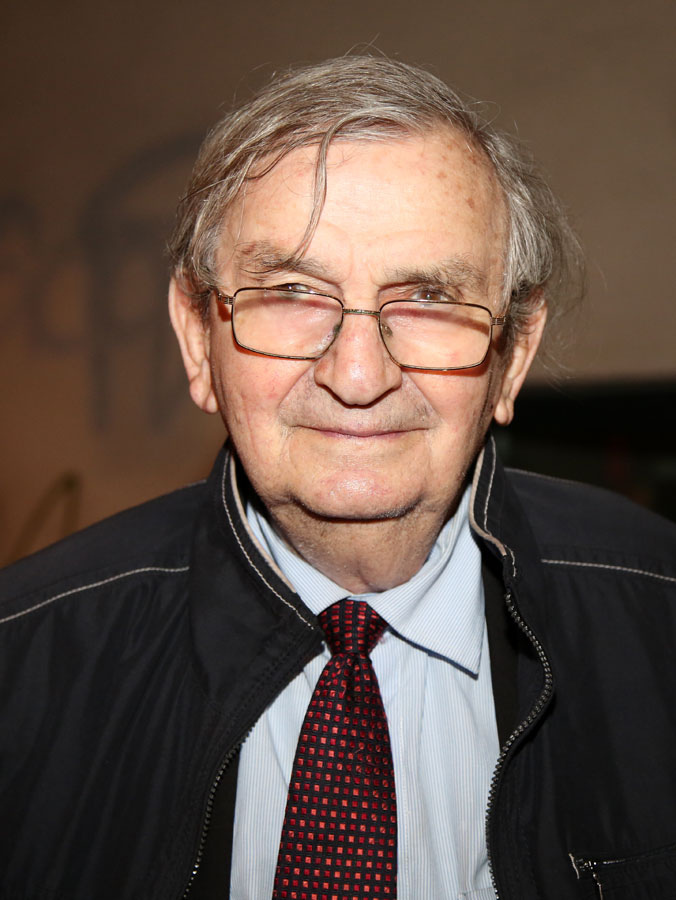
13. Jänner: Ari Rath
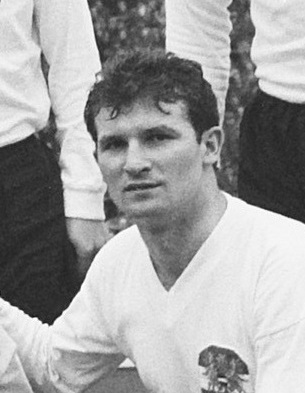
7. Februar: Karl Skerlan
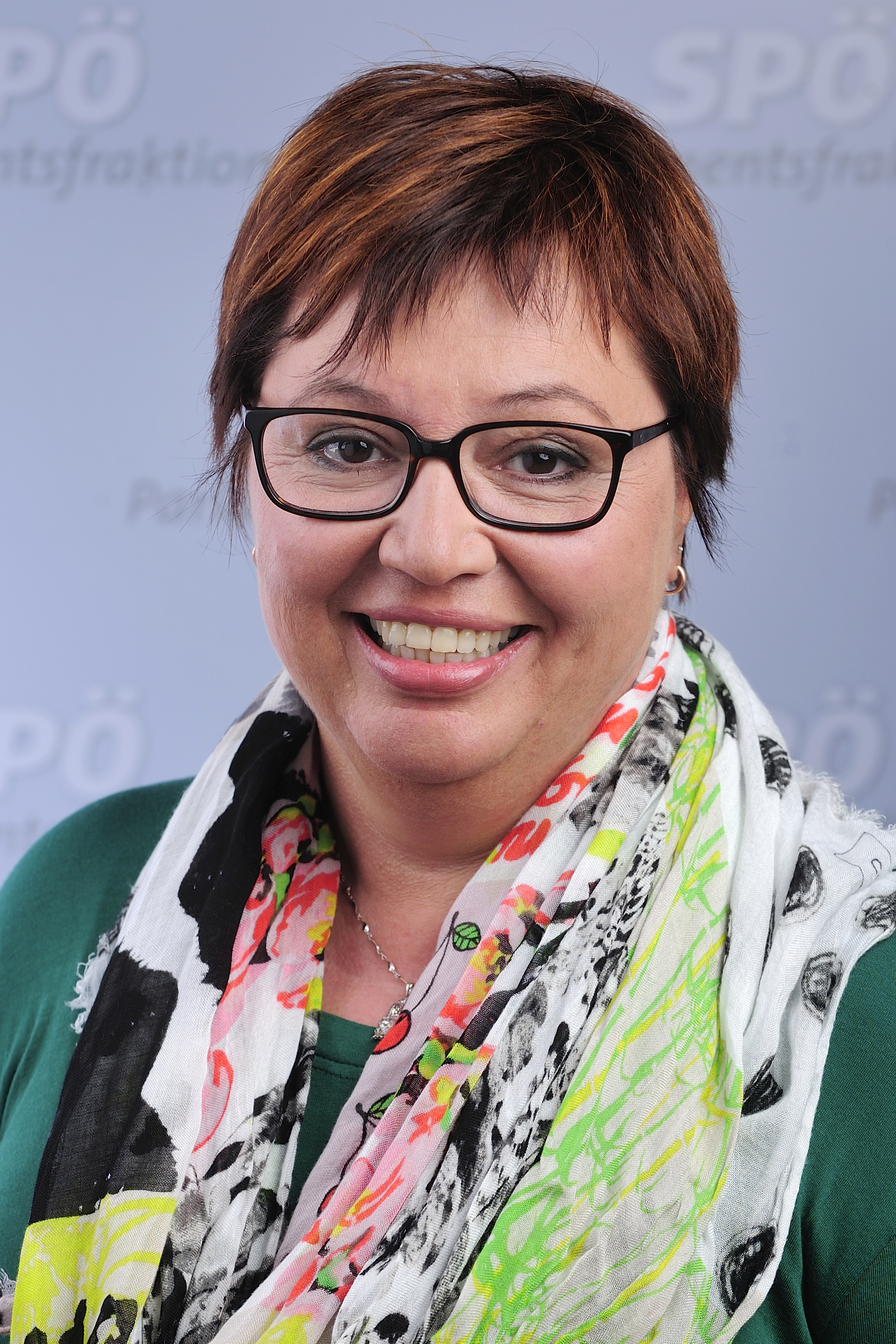
23. Februar: Sabine Oberhauser
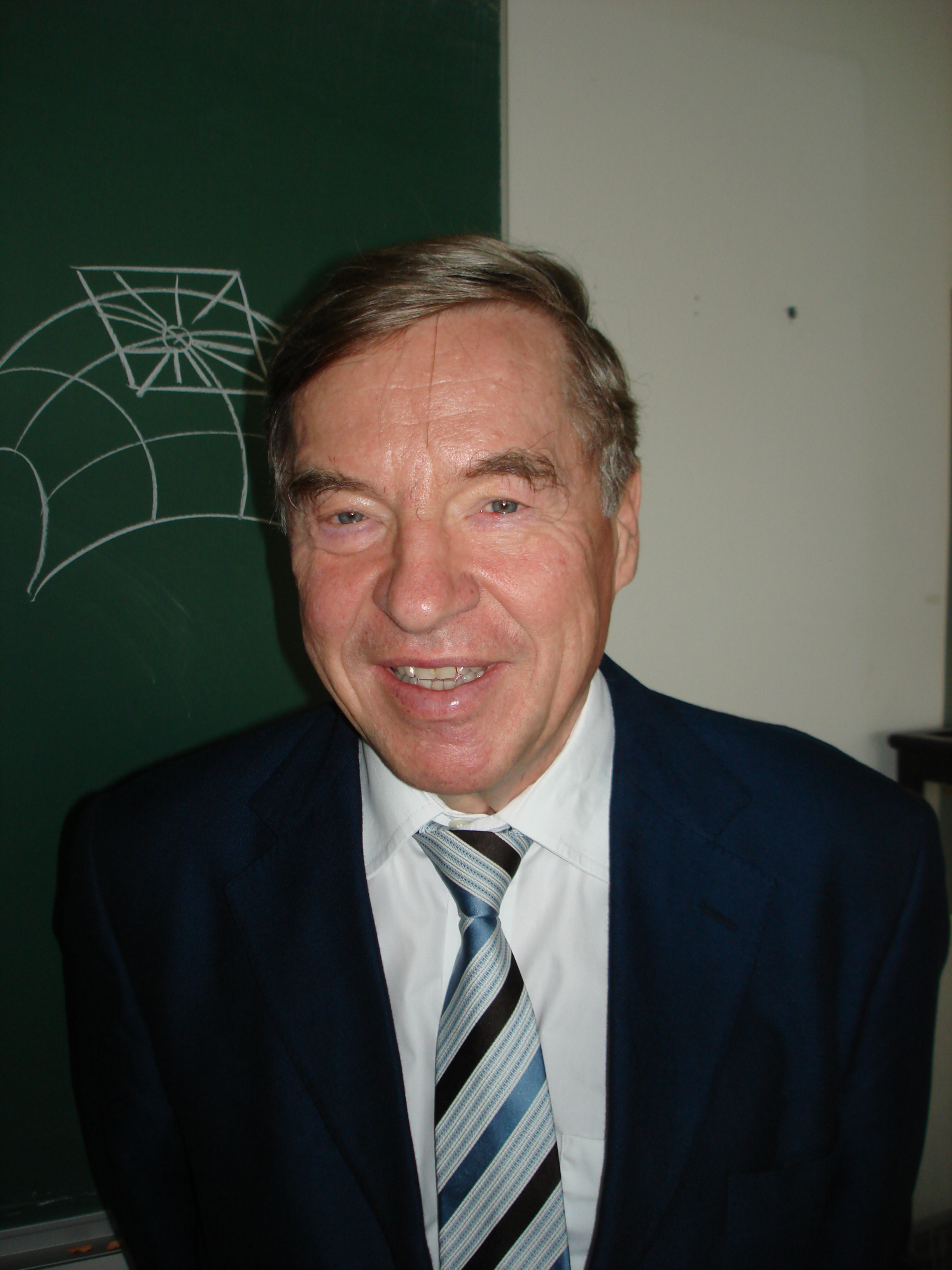
7. März: Peter Gruber
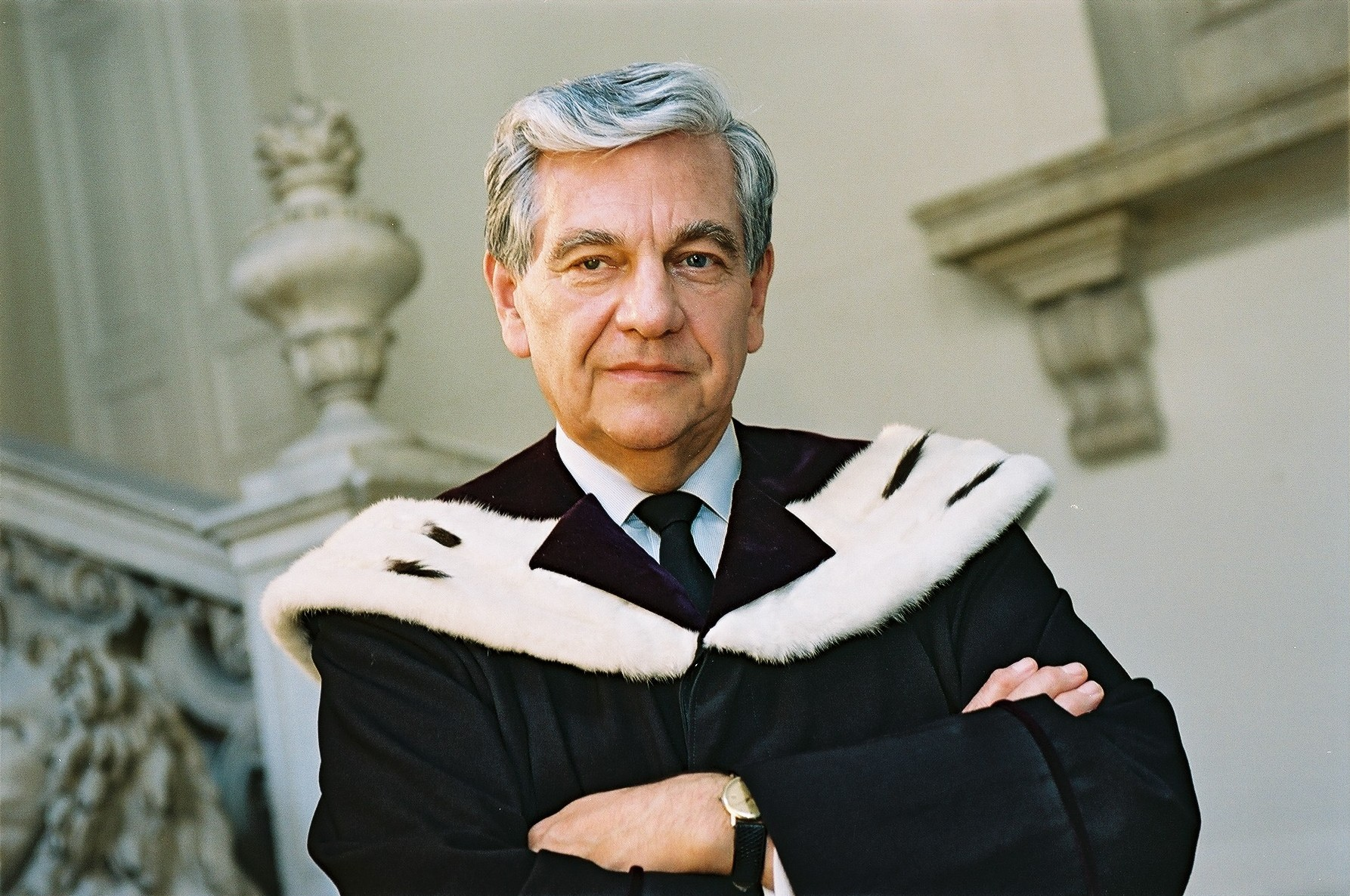
9. März: Karl Korinek
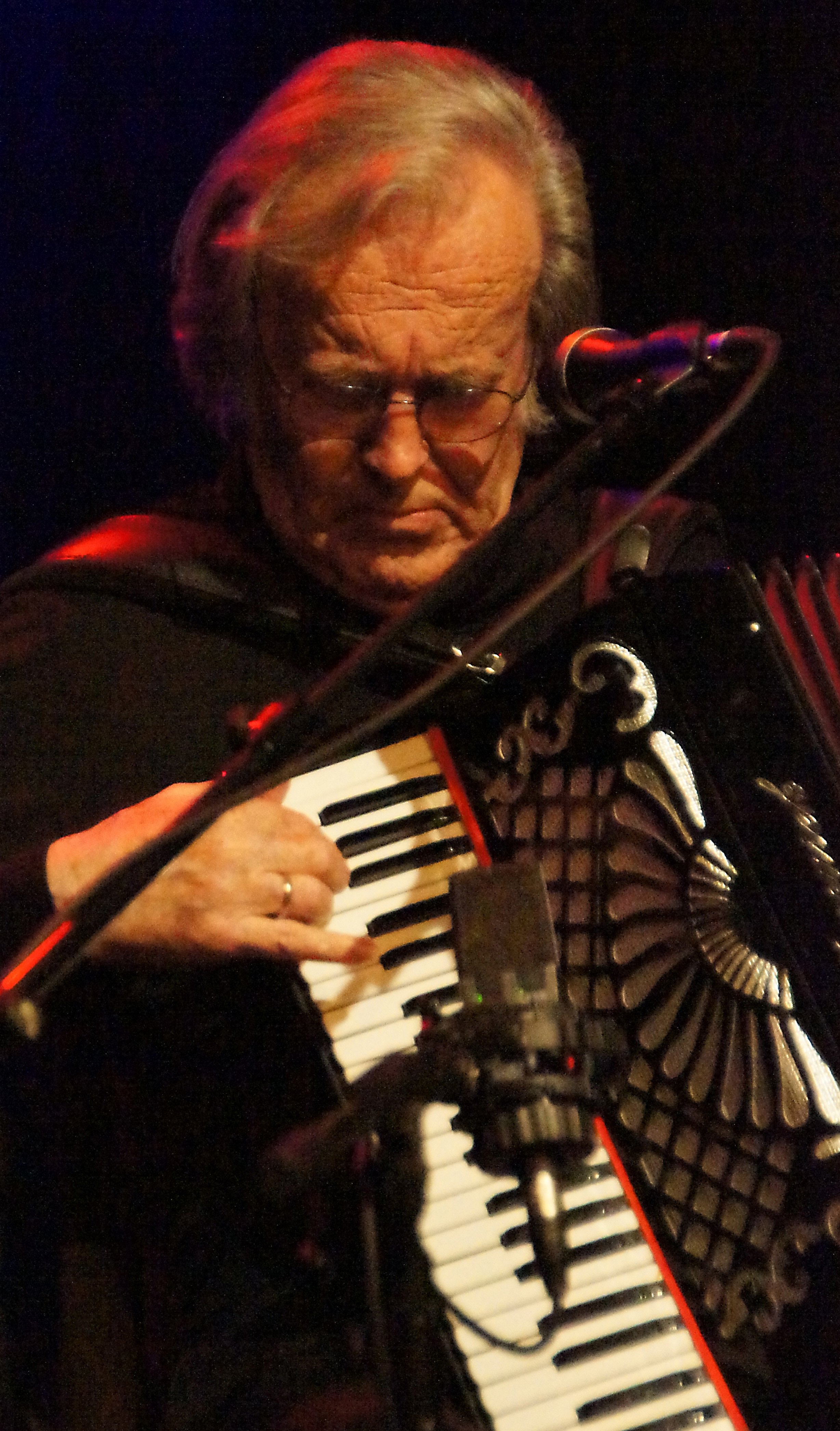
24. März: Karl Hodina
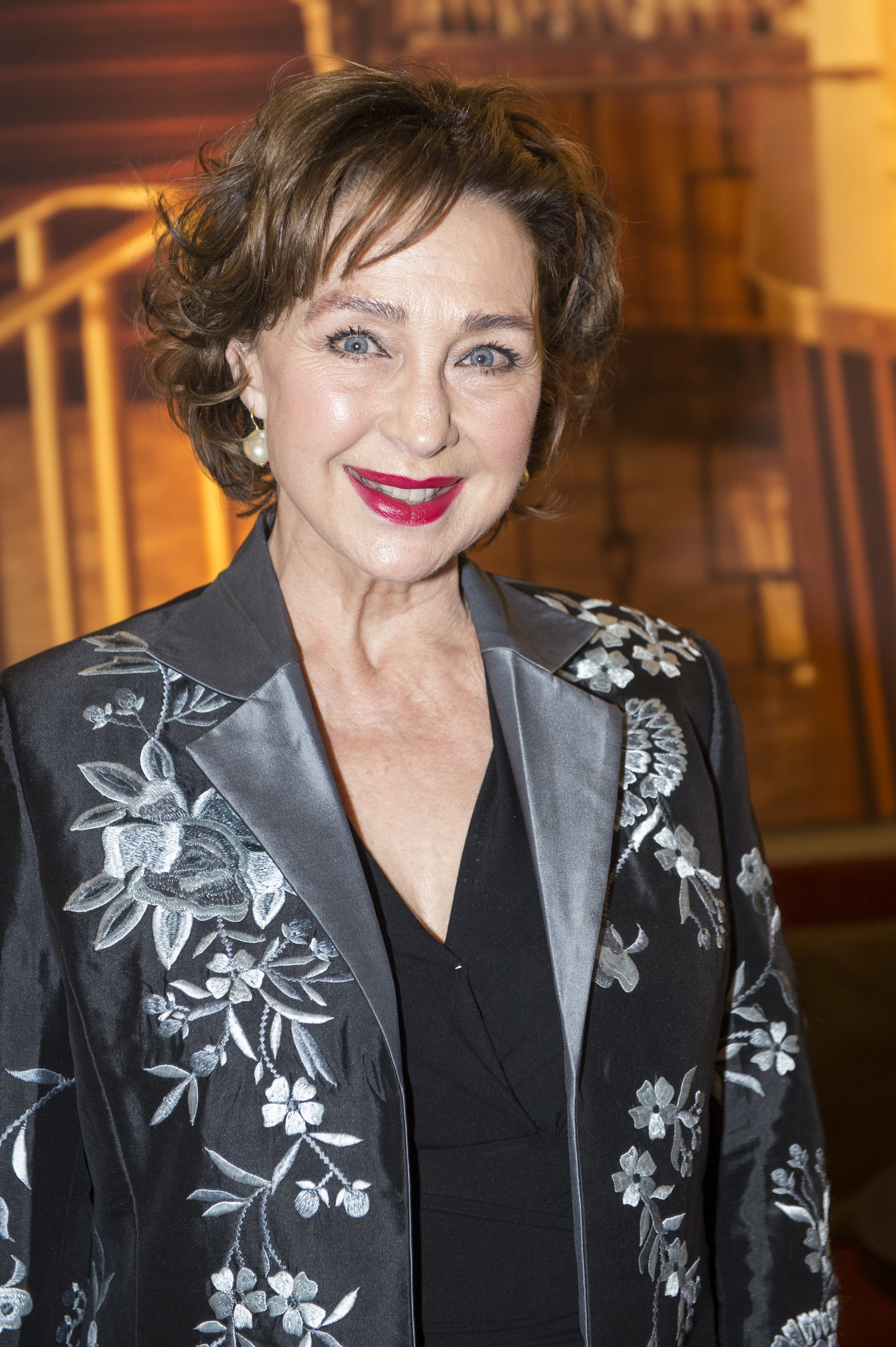
28. März: Christine Kaufmann
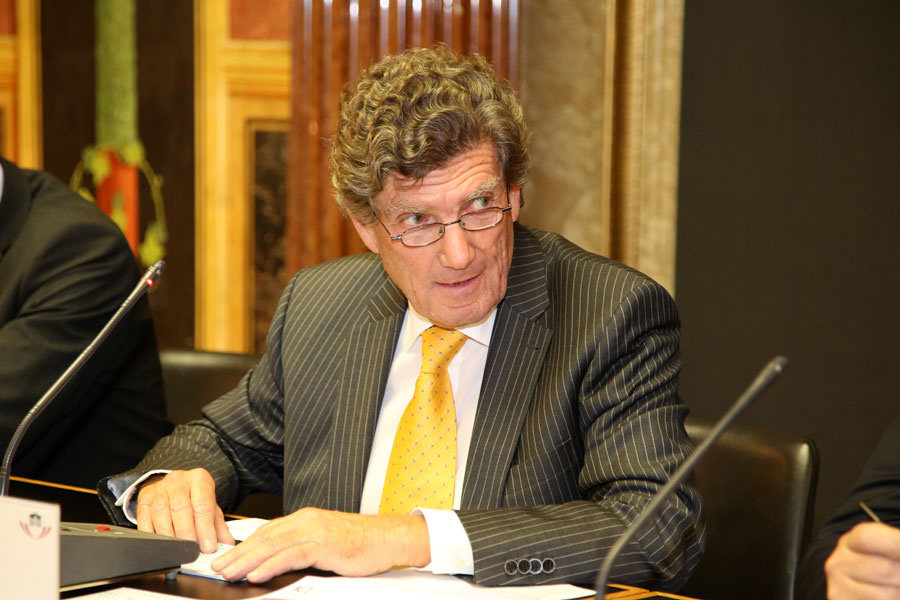
9. April: Hans Achatz
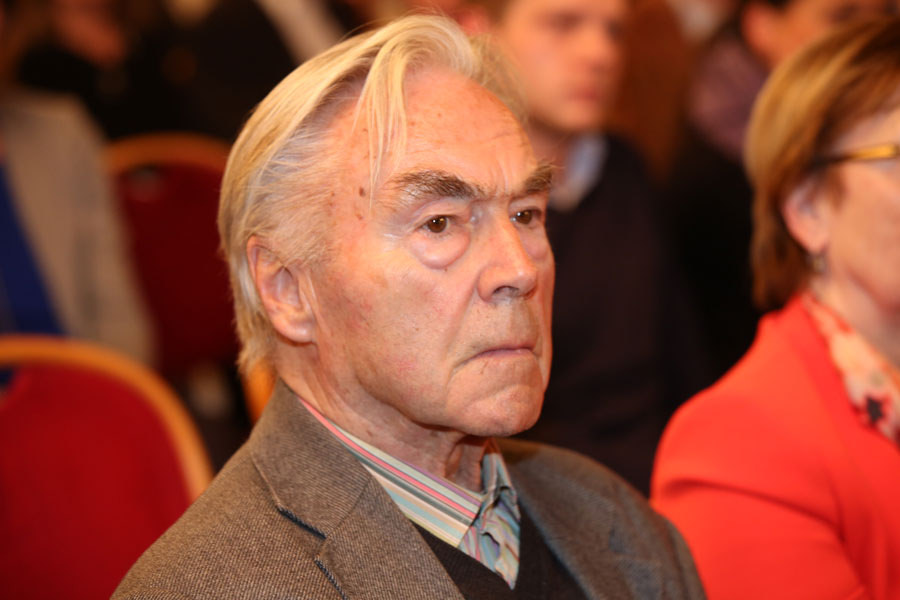
7. Mai: Beppo Mauhart
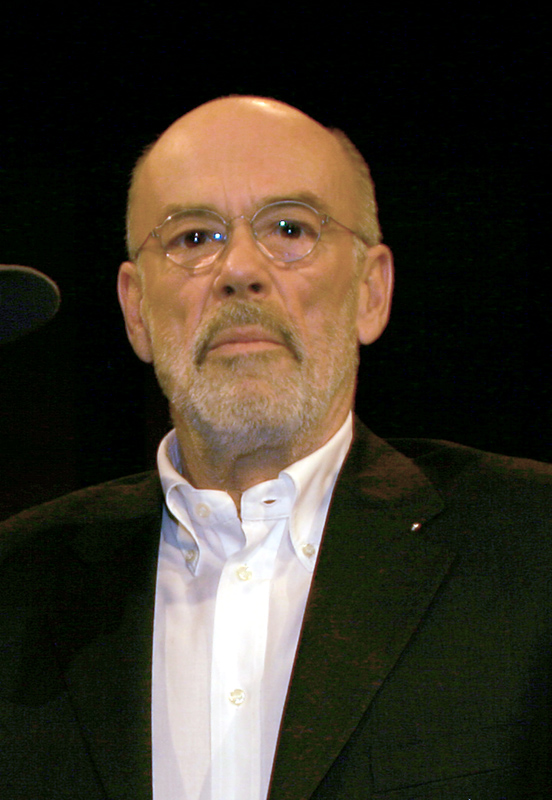
15. Mai: Bernd Fischerauer
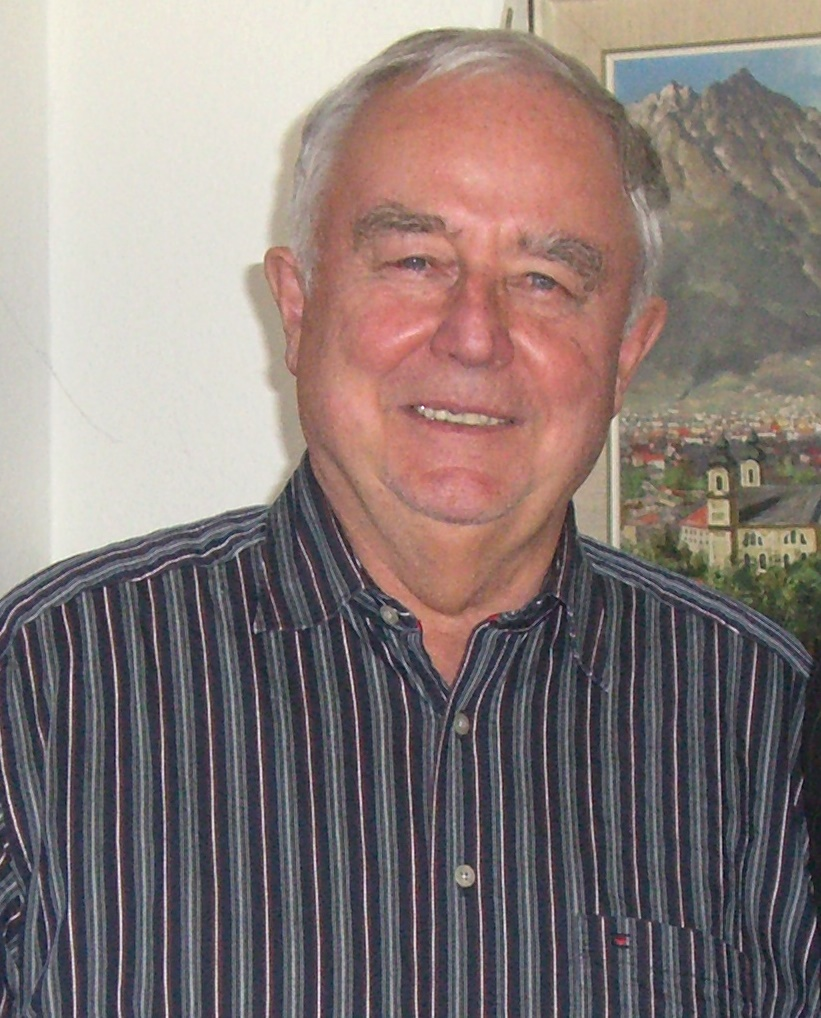
22. Mai: Romuald Niescher
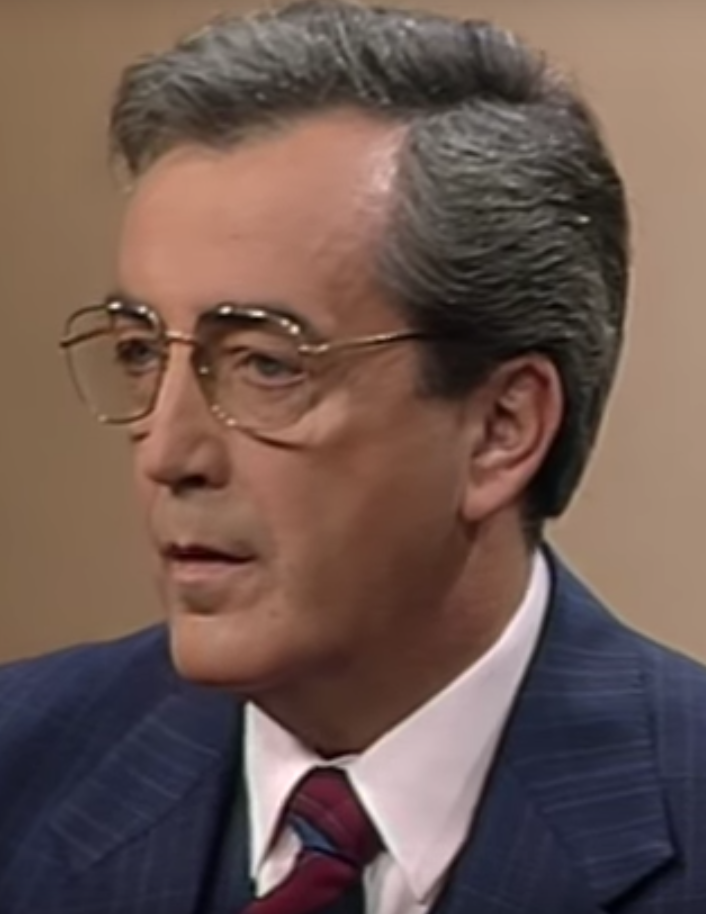
1. Juni: Alois Mock
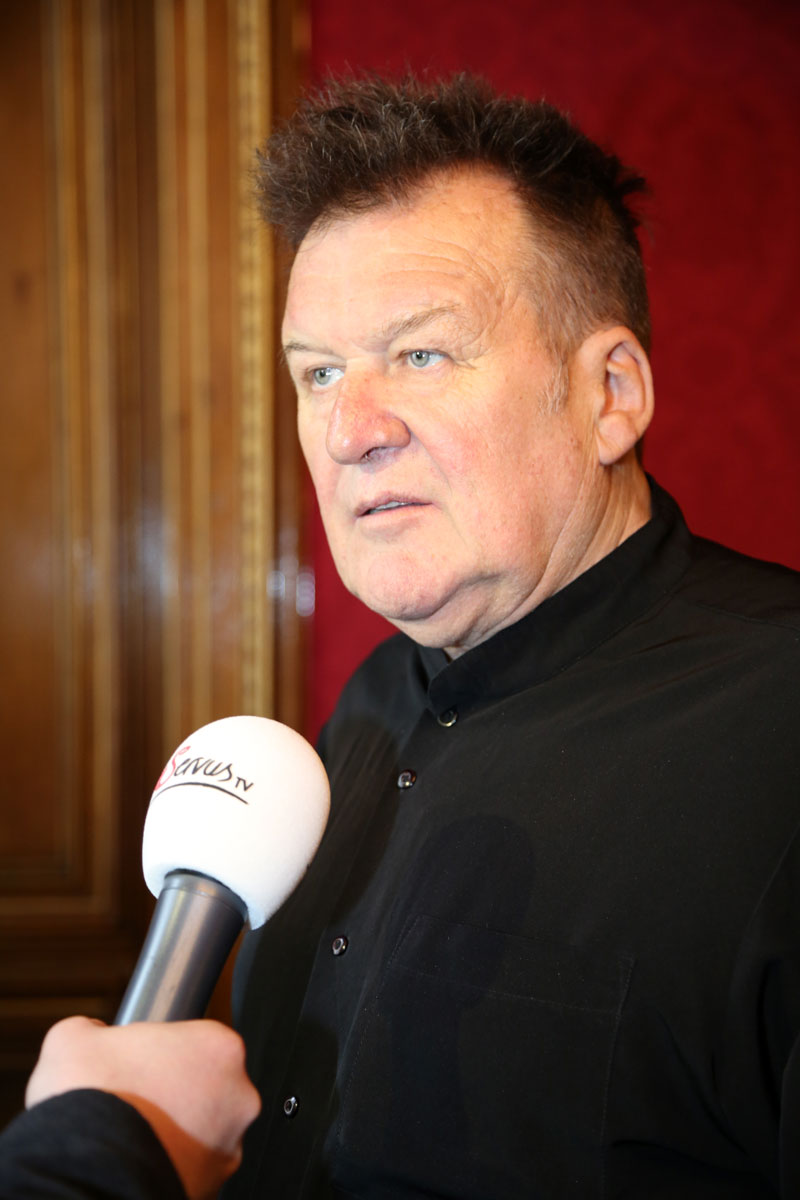
16. Juli: Wilfried
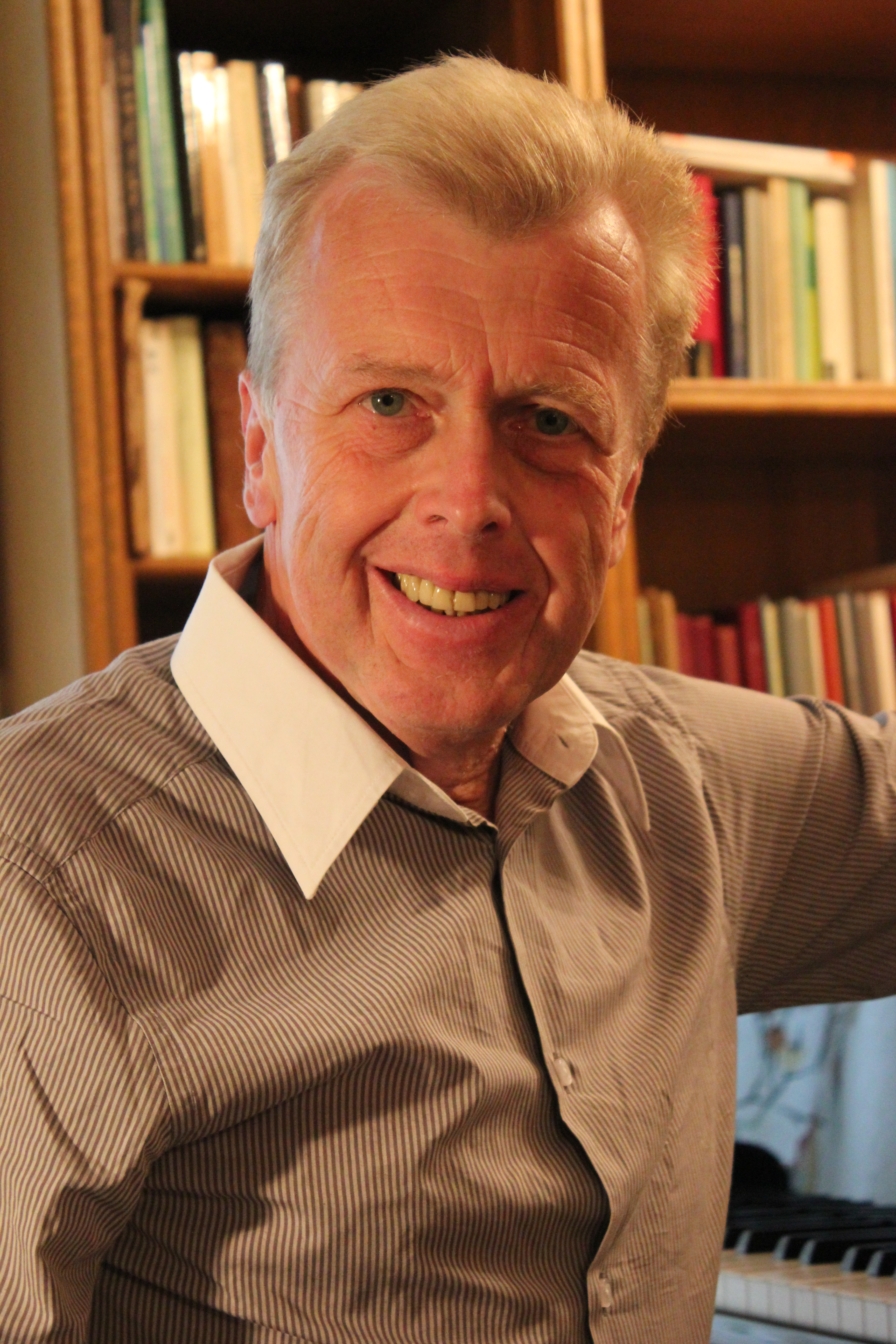
19. September: Peter Barcaba
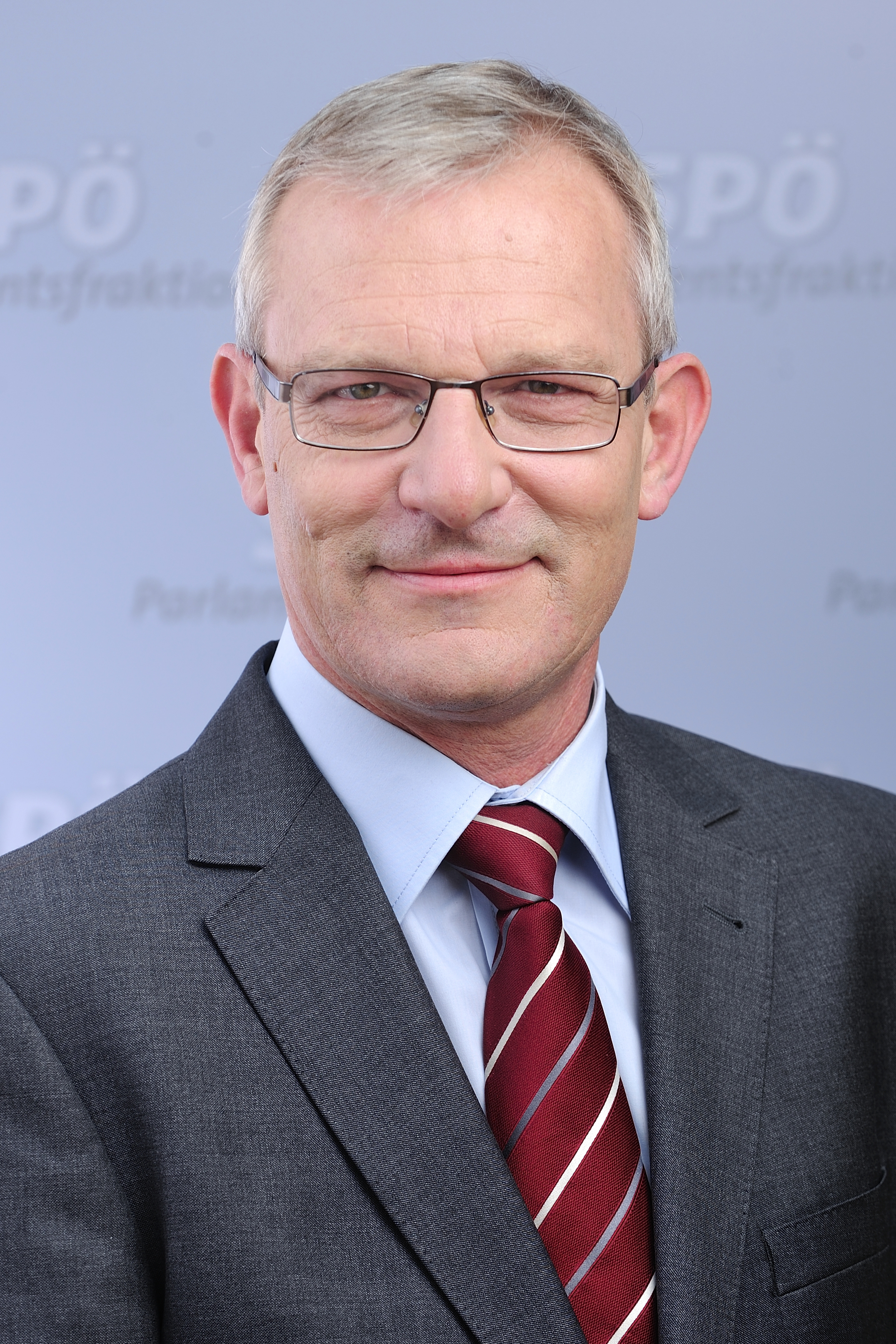
21. November: Franz Kirchgatterer